# Brunei
Das Sultanat Brunei (amtlich Brunei Darussalam, malaiisch Negara Brunei Darussalam) ist ein Staat in Südostasien. Er liegt auf der Insel Borneo (indonesisch Kalimantan) im Südchinesischen Meer und grenzt an Malaysia.
Das Staatsgebiet ist der Rest eines in historischer Zeit weit größeren Sultanates, das zwischen dem 16. und dem 19. Jahrhundert fast die komplette Nordküste Borneos umfasste.
Ergiebige Erdölvorkommen in Verbindung mit geringer Bevölkerung und relativer Stabilität haben Brunei zu einem der reichsten Staaten der Erde gemacht.

## Geographie

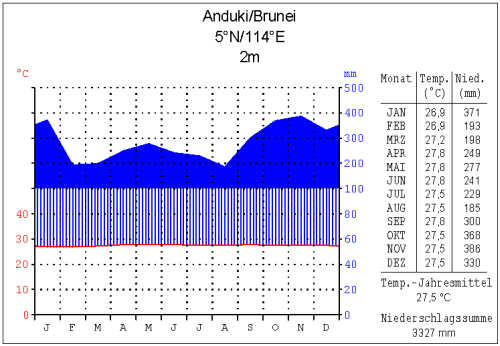
Klimadiagramm Anduki (Brunei)

Brunei liegt an der Nordküste der Insel Borneo, dem südchinesischen Meer zugewandt. Seine beiden Landesteile werden durch das zum ostmalaysischen Bundesstaat Sarawak gehörende Limbang-Tal getrennt. Temburong, der kaum erschlossene Ostteil, ist über die Temburong-Brücke mit dem Westteil verbunden. An den dicht besiedelten Küstenraum Bruneis schließt sich ein flaches Hügelland an. Im Westen und Nordosten gibt es ausgedehnte Sümpfe. Die meisten Flüsse fließen nach Norden zur Küste, unter ihnen auch der Belait, der längste Fluss des Landes. Nur im Grenzgebiet zu Sarawak gibt es höhere Berge, darunter den 1850 m hohen Bukit Pagon. Das Staatsgebiet ist, mit Ausnahme der Küste im Norden, von dem malaysischen Bundesstaat Sarawak umschlossen. Brunei hat also nur einen Nachbarn, Malaysia. Die Länge der Grenze zum Nachbarn beträgt 381 km, die der Küstenlinie 161 km.
In Brunei herrscht tropisches Regenwaldklima mit einer hohen Luftfeuchtigkeit und durchschnittlichen Temperaturen von 27 °C. Die Niederschläge, die von ca. 2500 mm an der Küste auf 7500 mm im Landesinneren ansteigen, fallen vorwiegend in der Zeit des Nordostmonsuns von November bis März. Es gibt keine Trockenzeit. Im Weltrisikobericht 2021 liegt Brunei auf Rang 6 der Länder mit dem weltweit höchsten Risiko, dass aus einem extremen Naturereignis eine Katastrophe wird.
An der Küste sind die Mangroven wegen der Erdölförderung weitgehend verschwunden. Tropische Regenwälder nehmen das dünn besiedelte Landesinnere ein. Zur Fauna gehören Affen, Reptilien und Vögel.
In Brunei sind 58 % der Landfläche Primärwald, und 2.260 km² (39 % der Gesamtfläche) wurden zu Schutzgebieten erklärt. Den in den Regenwäldern lebenden indigenen Gruppen ist die traditionelle Jagd erlaubt. Der Gebrauch von Schusswaffen ist seit 1962 verboten. Ökologische Probleme sind meist durch die Förderung des Erdöls bedingt.
Brunei ist nach Luxemburg der flächenmäßig siebtkleinste Staat der Erde, der kein Inselstaat ist, und der kleinste außerhalb Europas. Die gleiche Position ergibt sich (Stand 2022) nach Einwohnerzahl ungefähr gleichauf mit Belize.

## Bevölkerung

### Demografie
| Jahr | Einwohnerzahl |
| ---- | ------------- |
| 1950 | 048.000       |
| 1960 | 082.000       |
| 1970 | 130.000       |
| 1980 | 194.000       |
| 1990 | 259.000       |
| 2000 | 333.000       |
| 2010 | 389.000       |
| 2020 | 442.000       |

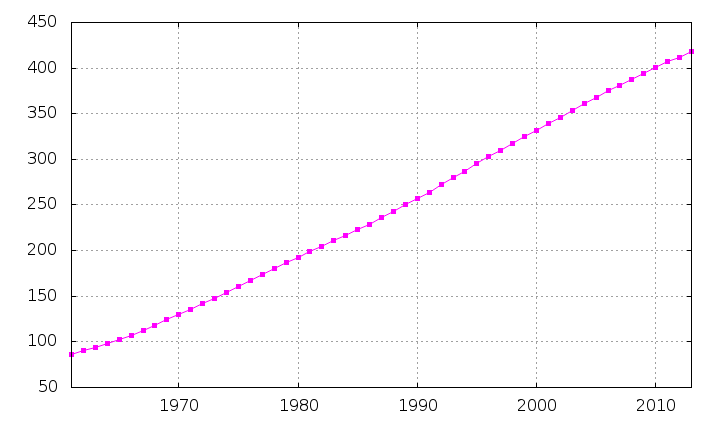
Bevölkerungsentwicklung in Brunei von 1961 bis 2005 (Zahlen in Tausend)

Brunei hatte 2022 449.000 Einwohner. Das jährliche Bevölkerungswachstum betrug +0,8 %. Zum Bevölkerungswachstum trug ein Geburtenüberschuss (Geburtenquote 13,5 pro 1000 Einwohner vs. Sterbequote: 5,4 pro 1000 Einwohner) bei. Die Anzahl der Geburten pro Frau lag 2022 statistisch bei 1,8, die der Region Ostasien und Ozeanien betrug 1,5. Der Median des Alters der Bevölkerung lag im Jahr 2021 bei 31,8 Jahren. Im Jahr 2023 waren 21,8 Prozent der Bevölkerung unter 15 Jahre, während der Anteil der über 64-Jährigen 6,6 Prozent der Bevölkerung betrug.

### Bevölkerungsstruktur
Die Bevölkerung Bruneis ist sehr ungleich verteilt, im Westteil leben über 90 % der Bevölkerung, davon allein 46.000 in der Hauptstadt Bandar Seri Begawan. Andere bedeutende Städte des Landes sind Muara, Seria und deren Nachbarstadt Kuala Belait.
Im Jahre 2010 waren rund 65 Prozent der Einwohner Bruneis „Staatsbürger“, also vor allem Malaien. Etwa 20 Prozent der Staatsbürger gehören indigenen Volksgruppen an, hierzu gehören vor allem Iban, die noch in charakteristischen Langhäusern leben und ihre traditionellen Religionen praktizieren. Etwa 8 Prozent der Einwohner Bruneis sind „Nicht-Staatsbürger“. Hierbei handelt es sich vor allem um ethnische Chinesen, die einen unbefristeten Aufenthaltstitel haben und bruneiische Reisedokumente besitzen, denen aber bei der Unabhängigkeit im Jahre 1984 die Staatsbürgerschaft verwehrt wurde. Weitere 27 Prozent der Einwohner Bruneis sind Staatsbürger anderer Länder, hier vor allem Arbeitskräfte aus den Nachbarländern, die nur ein befristetes Aufenthaltsrecht in Brunei haben.
Lange Zeit hat sich das Sultanat fremden Einflüssen verschlossen, auch um illegale Einwanderung zu verhindern. Im Jahre 2017 waren 25,1 % der Bevölkerung Migranten. Häufigste Herkunftsländer waren Malaysia (50.000 Personen), Thailand (20.000) und die Philippinen (10.000).

### Sprachen
Amtssprache im Land ist Malaiisch, als Handelssprachen dienen Englisch und Chinesisch.

### Religionen
Die Volkszählung von 2001 ergab, dass 75 Prozent der Einwohner Bruneis Muslime sind. Der sunnitische Islam schafiitischer Rechtsschule, zu dem sich die Malaien bekennen, ist Staatsreligion. Etwa 9 Prozent der Bevölkerung gehören dem Christentum in Brunei an (unter anderem der katholischen Kirche von Brunei). Etwa 8,5 Prozent bekennen sich zum Buddhismus. Anreize finanzieller Natur, die Nicht-Muslime zum Übertritt zum Islam bewegen sollten, haben wenig Wirkung gezeigt. Das Konzept des Malaiisch-Islamischen Brunei, das die Herrschaft der Sultansfamilie legitimieren soll, geht mit einer Islamisierung des gesellschaftlichen Lebens einher. Der bruneiische Staat fördert somit religiöse Schulen, die Pilgerfahrt nach Mekka, die Entwicklung eines islamischen Finanzwesens und hat die Scharia-Gerichte eingeführt. Diese Hinwendung zu islamischen Traditionen birgt das Risiko, dass Kräfte mit noch radikaleren Vorstellungen die Herrschaft des Sultans herausfordern.

### Sozialwesen, Bildung und Gesundheitswesen
Brunei ist ein reicher, absolutistischer Wohlfahrtsstaat; Bildungs- und Gesundheitssystem auf hohem Niveau stehen kostenlos zur Verfügung. Es besteht eine neunjährige Schulpflicht. Der Besuch von Schulen und Universitäten (auch im Ausland) ist kostenfrei. In Bandar Seri Begawan steht die Universität von Brunei Darussalam. Der Unterricht wird an den Grund- und Oberschulen auf Malaiisch, Englisch oder Chinesisch abgehalten.
Die Gesundheitsausgaben des Landes betrugen im Jahr 2021 2,2 % des Bruttoinlandsprodukts. Im Jahr 2017 praktizierten in Brunei 15,9 Ärztinnen und Ärzte je 10.000 Einwohner. Die Sterblichkeit bei unter 5-jährigen betrug 2022 9,7 pro 1000 Lebendgeburten. Die Lebenserwartung der Einwohner Bruneis ab der Geburt lag 2022 bei 74,6 Jahren (Frauen: 76,8, Männer: 72,5).

## Landesname
Übersetzt ins Deutsche bedeutet der arabische Begriff Darussalam (دار السلام, DMG dāru s-salām) so viel wie Ort des Friedens und bezeichnet im islamischen Verständnis jeden Staat, dessen Gesetzgebung sich am islamischen Recht, der Scharia, orientiert. Negara bedeutet auf Malaiisch Staat und der eigentliche Name des Landes Brunei ist mit Borneo verwandt.

## Geschichte
Der bruneiische Staatsmythos führt die Existenz des Staates und seiner Herrschaftsfamilie auf das Jahr 1363 zurück. In diesem Jahr soll Sultan Awak Alak Betatar zum Islam übergetreten sein und damit die Dynastie gegründet haben. Dies ist historisch jedoch nicht belegt. Zwischen dem 15. und 17. Jahrhundert beherrschte Brunei – unter anderem unter Sultan Bolkiah – neben der Nordküste Borneos auch den Sulu-Archipel und Palawan, welche heute zu den Philippinen gehören. Diese Phase gilt als die Blütezeit des Staates Brunei.
Als erster Europäer gelangte 1521 der spanische Seefahrer Juan Sebastián Elcano nach Brunei. Daraufhin nahm der Handel mit den Europäern rasch zu. Auseinandersetzungen mit Spanien kulminierten 1578 im Kastilischen Krieg.
In der ersten Hälfte des 19. Jahrhunderts folgte eine Periode des Verfalls, der durch innerstaatliche Streitigkeiten um die Thronfolge, die Expansion der europäischen Kolonialmächte und die Zunahme der Piraterie beschleunigt wurde. Bruneis regionaler Einfluss schrumpfte. 1842 hatte der Sultan von Brunei das Gebiet von Sarawak dem britischen Armeeoffizier Sir James Brooke für dessen Hilfe bei der Niederschlagung eines Aufstandes überlassen. Dieser nahm den Titel eines Radschas (König) an und konnte sein Territorium auf Kosten des Sultans nach und nach erweitern. 1847, als die Insel Labuan an Großbritannien fiel, war Brunei schon fast auf seine heutige Größe reduziert. Im gleichen Jahr schlossen die Briten mit Brunei den anglo-bruneiischen Vertrag ab, mit welchem Brunei seine außenpolitische Souveränität auf den britischen Generalkonsul auf Borneo übertrug. Am 29. Dezember 1877 vergab Sultan Abdul Mumin der britischen North Borneo Chartered Company eine Konzession für 15.000 Straits-Dollar und überließ der Handelsgesellschaft das heutige Sabah.

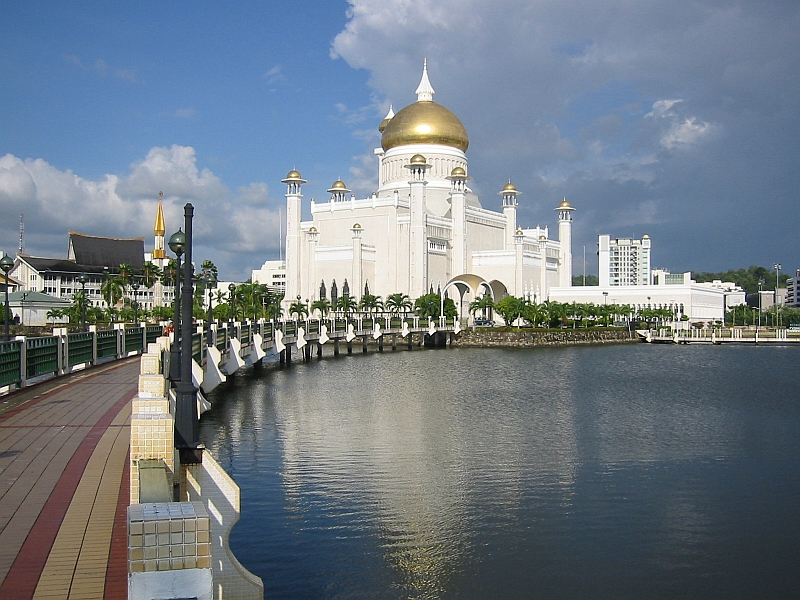
Moschee in Bandar Seri Begawan (BSB)

1888 wurde das Restsultanat britisches Protektorat und gehörte zu Britisch-Nordborneo. Im Jahre 1905 wurde ein Herrschaftsvertrag unterzeichnet, laut dem dem Sultan britische Berater beiseite gestellt wurden, deren Ratschläge bindend waren. Nur in Religionsfragen behielt der Sultan seine eigene Entscheidungsbefugnis. Im Gegenzug garantierte England den Fortbestand der Dynastie. Im Jahre 1929 wurde in Seria Erdöl entdeckt, im Jahre 1932 begann die Förderung durch Brunei Shell Petroleum Co. Schnell wurde Brunei zum drittgrößten Erdölproduzenten des Commonwealth of Nations, die Öleinnahmen und das Protektorat erlaubten dem Herrscherhaus, sich zu konsolidieren und Konkurrenten zu entmachten. Von 1941 bis 1945 war Brunei nach der Invasion Borneos von der japanischen Armee besetzt. 1946 übernahm eine Zivilregierung in Brunei wieder die Regierung und Sultan Omar Ali Saifuddin III. übernahm nach dem Tod von Sultan Ahmad Tajuddin die Führung des Landes. In den 1950er Jahren begann die Förderung von Öl und Gas vor Bruneis Küste. Die Einkünfte aus dem Rohstoffverkauf ließen das Land sich von einer Agrarökonomie zu einer Rentenökonomie entwickeln. Parallel dazu kämpften Bruneis Nachbarn, das heutige Malaysia und das heutige Indonesien, um ihre Unabhängigkeit. In Brunei entstand 1956 eine Partei namens Bruneiische Volkspartei, die einen Zusammenschluss von Sabah, Sarawak und Brunei unter Führung des Sultans von Brunei forderte. Sultan Omar Ali Saifuddin III. bevorzugte es jedoch, auf eine Vereinigung mit Malaysia hinzuarbeiten; demokratische Partizipation lehnte er ab. Am 29. September 1959 verabschiedete der Sultan auf britischen Druck hin die erste Verfassung Bruneis. Diese sah unter anderem die Bildung eines Gesetzgebenden Rates als ein indirekt gewähltes Parlament vor. Im gleichen Jahr unterzeichnete man einen neuen Protektoratsvertrag, gemäß dem die Briten die Hoheit über Bruneis Außen- und Verteidigungspolitik sowie die innere Sicherheit behielten. Abgesehen davon wurde Brunei in die Selbstverwaltung entlassen. Bei den ersten Wahlen zum Gesetzgebenden Rat errang die oppositionelle Volkspartei fast alle Mandate, der Sultan lehnte eine Zusammenarbeit mit ihr jedoch weiterhin ab. Im Dezember 1962 kam es deshalb zum Aufstand der Volkspartei und ihres militärischen Arms, der Nationalarmee von Nordkalimantan. Er wurde von britischen Truppen innerhalb kurzer Zeit niedergeschlagen. Die Volkspartei wurde verboten, der Gesetzgebende Rat aufgelöst. Die Bevölkerung Bruneis umfasste Anfang der 1960er Jahre rund 85.000 Einwohner, davon 40.000 Malaien, 25.000 Dayak, 18.000 Han und 2.000 Europäer und Sonstige.
Im Jahre 1965 scheiterten Verhandlungen über einen Anschluss an Malaysia daran, dass man sich nicht über die Aufteilung der Einnahmen aus der Erdöl- und Erdgasförderung einigen konnte. Auch der Status des Sultans von Brunei gegenüber den anderen malaiischen Herrschern blieb ohne Einigung. Sultan Omar Saifuddien III. dankte zwei Jahre später zu Gunsten seines Sohnes Hassanal Bolkiah ab.
Im Januar 1979 schlossen die britische Regierung unter Premierminister James Callaghan und Sultan Hassanal Bolkiah den letzten Protektoratsvertrag. Er besagte, dass die Verantwortung über die innere Sicherheit in bruneiische Hände gelegt würde und Brunei zum 1. Januar 1984 ein unabhängiger Staat werden sollte. Seit der kompletten Machtübernahme ist Brunei eine malaiisch-islamische Monarchie, die mit weicher Repression gegen Kritiker und Oppositionelle agiert und die Elite und Mittelschicht mit großzügigen Versorgungsleistungen in einen Rentenstaat einbindet (Kooptation).
Im August 1998 setzte der Sultan von Brunei seinen ältesten Sohn Prinz al-Muhtadee Billah als Kronprinzen ein.

## Politik

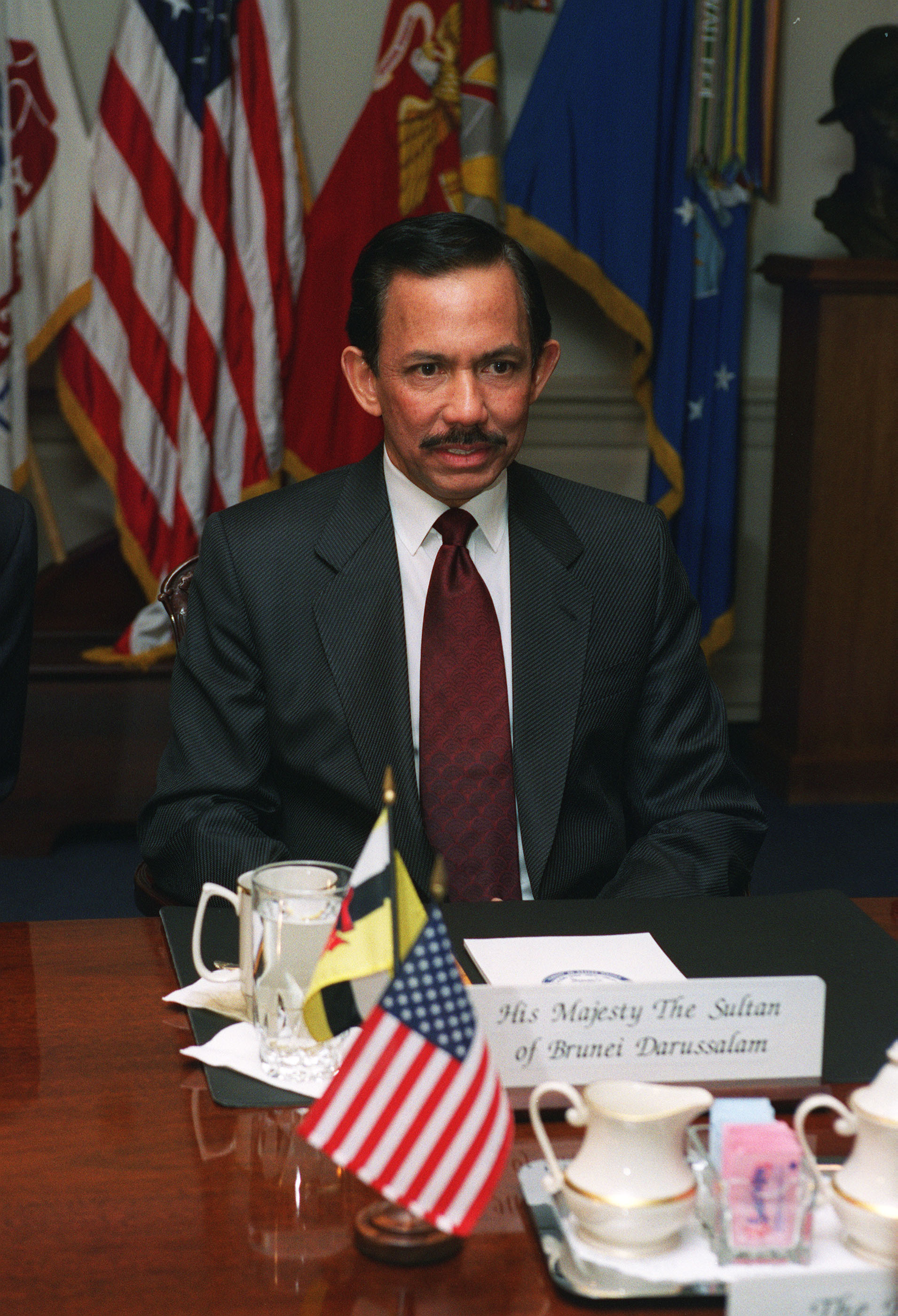
Sultan Hassan al-Bolkiah

Brunei ist die einzige absolute Monarchie in Südostasien. Der Sultan ist gleichzeitig Staatsoberhaupt und religiöses Oberhaupt Bruneis. In seinen Händen liegt die Staats- und Rechtssprechungsgewalt. Der Sultan Bruneis Hassanal Bolkiah regiert das Land seit 1984 (bzw. 1967) und ist eines der am längsten amtierenden Staatsoberhäupter weltweit. Ideologisch basiert das politische Leben seit den 1980er Jahren auf dem Konzept eines malaiisch-islamischen Brunei, wonach die Monarchie die malaiische Sprache, Kultur und Traditionen sowie die islamische Religion und das islamische Recht bewahrt und eine von Gott gewollte, alle Klassen und Schichten übergreifende Regierungsform ist.

### Politisches System
Das politische Leben Bruneis basiert auf der Verfassung von 1959, die 2004 und 2006 geändert wurde, und auf der Nachfolge- und Regentschaftsproklamation von 1959. Die Verfassung dient als rechtliches Mittel, um die Alleinherrschaft des Sultans zu festigen; die Macht des Sultans wird weder durch Menschen- noch durch Bürgerrechte begrenzt. Die Verfassung Bruneis ist die einzige Verfassung Südostasiens, die außer der freien Religionsausübung keinerlei Grundrechte definiert. Das Volk hat so geringe Mitbestimmungsrechte, dass man im Falle von Brunei nicht von einer konstitutionellen Monarchie sprechen kann.
Der Sultan teilt seine politische Macht mithin mit niemandem. Er ist Staatsoberhaupt, Oberhaupt der offiziellen Religion, Premierminister, Finanzminister, Verteidigungsminister und Oberbefehlshaber der Streitkräfte. Auch der gesamte Justizapparat untersteht ihm; statt eines Justizministeriums ist ihm als Premierminister ein Büro für Justizangelegenheiten beigeordnet. Die anderen Minister gehören in der Regel der Sultansfamilie an. Es ist vorgesehen, dass nur malaiische Muslime bestimmte Regierungsämter besetzen dürfen. Auf Staatssekretärsebene arbeiten auch Nicht-Mitglieder der Sultansfamilie, teilweise auch Angehörige der chinesischen Minderheit.
Der Sultan kann zu seinen Lebzeiten einen Thronfolger festlegen. Tut er dies nicht, bestimmt nach seinem Ableben der Erbfolgerat einen neuen Sultan. Ist der Sultan noch minderjährig, regiert ein Regentschaftsrat an seiner Stelle.
Dem Sultan arbeiten der Staatsrat, der Ministerrat, der Religionsrat, der Erbfolgerat, der Gesetzgebende Rat und der Adat-Istiadat-Rat zu. Der Adat-Istiadat-Rat berät den Sultan bezüglich malaiischer Bräuche und Staatszeremonien. Im Staatsrat sind vor allem Vertreter des traditionellen Adels vertreten; er dient dem Sultan vor allem dazu, die Loyalität des Adels sicherzustellen. Im Gesetzgebenden Rat hat der Sultan das Initiativrecht. Der Gesetzgebende Rat hat das Recht, Gesetze zu beurteilen und den Haushaltsentwurf zu begutachten. Der Sultan darf sich jedoch über das Urteil des Gesetzgebenden Rates hinwegsetzen und abgelehnte Gesetze trotzdem in Kraft bringen. Die 33 Mitglieder des Gesetzgebenden Rates werden teilweise vom Sultan ernannt, teilweise sind sie aufgrund ihres Amtes Mitglieder des Rates, teilweise werden sie indirekt von den Vorstehern der Dörfer und Distrikte gewählt. Von den 33 derzeitigen Mitgliedern (Stand 2017) des Gesetzgebenden Rates wurden 20 vom Sultan ernannt; die anderen 13 sind Mitglieder von Amts wegen, nämlich der Sultan, der Kronprinz und elf Minister. Von den 33 Ratsmitgliedern sind drei Frauen. Die Legislaturperiode liegt im Ermessen des Sultans. Die Mitglieder aller anderen Räte werden vom Sultan ohne Mitsprache anderer staatlicher Organe bestimmt und entlassen.
Seit den Verfassungsänderungen von 2004 und 2006 wird jegliche Proklamation des Sultans sofort geltendes Recht. Die Zustimmung der Legislativen ist dafür nicht erforderlich; auch die Verfassung kann vom Sultan per Proklamation geändert werden. Eine richterliche Prüfung von Gesetzen oder Verordnungen ist nicht vorgesehen.

### Parteien und Wahlen
In Brunei werden die Dorf- und Distriktsvorsteher gewählt, wobei keine Parteien, sondern Einzelpersonen zur Wahl antreten. Einige Mitglieder des Gesetzgebenden Rates werden von den Dorf- und Distriktsvorstehern gewählt. Frauen haben kein Wahlrecht.
Die erste und bisher einzige Partei, die es in der Geschichte Bruneis geschafft hat, ein politisches Programm, eine Organisationsstruktur und nennenswerte Mitgliederzahlen zu haben, war die pan-bornesische Bruneiische Volkspartei. Sie war auch die einzige Partei, die mit eigenen Mitgliedern zu Wahlen angetreten ist. Nach der Rebellion von 1962 wurde die Volkspartei verboten.
Erst seit 1985 ist es wieder erlaubt, Parteien zu gründen. Dazu ist eine Zulassung des Innenministeriums notwendig, die jederzeit widerrufen werden kann. Die Parteien müssen dem Ministerium jährlich Rechenschaft über ihre Aktivitäten ablegen. Alle Personen, die im Militär, bei der Polizei oder im öffentlichen Dienst beschäftigt sind, dürfen keiner Partei beitreten. Aus diesen Gründen gibt es nur wenige Kleinparteien mit wenigen Hundert Mitgliedern, die vom Sultan aus außenpolitischen Erwägungen geduldet werden.

### Rechtssystem
Das bruneiische Rechtssystem kombiniert das britische Common Law mit islamischen Rechtsvorschriften. Es unterhält ein dreistufiges Gerichtssystem, wobei die Richter vom Sultan ernannt werden. Es gibt kein Verfassungsgericht, da der Sultan alle Gesetze und die Verfassung nach Gutdünken ändern kann. Ebenso gibt es keinerlei Möglichkeiten, gegen den Sultan oder den bruneiischen Staat vorzugehen, wenn man als Bürger seine Rechte verletzt sieht.
Die Scharia-Gerichte wurden zwischen 1998 und 2000 eingeführt. Später wurde die Anwendbarkeit der Scharia auf die gesamte Bevölkerung – auch die nicht-muslimische – ausgedehnt. Auch hier gilt, dass es ein dreistufiges Gerichtssystem gibt, dessen Oberster Richter der Sultan ist. Sofern es Konflikte in den Entscheidungen zwischen Scharia-Gerichten und weltlichen Gerichten gibt, so geht die Entscheidung des Scharia-Gerichtes vor. In Brunei kann die Todesstrafe als höchste Strafe verhängt werden. Sie wurde seit Einführung der verschärften Scharia-Gesetzgebung 2014 und auch unter westlichem Recht seit der Unabhängigkeit 1984 nicht vollstreckt. Das Gleiche gilt für die in der Scharia vorgesehenen Körperstrafen.
Der Sultan, die bruneiische Königsfamilie und alle Personen, die im Auftrag des Sultans handeln, genießen unbeschränkte Immunität.
Dem bruneiischen Rechtssystem wird ein hoher Grad an Professionalität bescheinigt, was teilweise dadurch bedingt ist, dass viele bruneiische Juristen in Malaysia oder England studieren. Im Rechtsstaatsindikator der Weltbank nimmt Brunei trotz Scharia und Immunität der Herrscherfamilie einen relativ guten Platz ein.

#### Scharia
Nach der Erlangung der Unabhängigkeit von Großbritannien im Jahr 1984 trat in Brunei ein Strafgesetz in Kraft, das auf dem islamischen Scharia-Gesetz und dem britischen Common Law beruht.
Im April 2014 wurden die Gesetze dahingehend geändert, dass die Todesstrafe durch Steinigung wieder regelmäßig durchgeführt werden kann. Mit dem Tode bestrafbar sind demnach Mord, Raub, Vergewaltigung, Ehebruch sowie außereheliche sexuelle Beziehungen zwischen Muslimen, aber auch Schmähung des Korans und öffentlicher Abfall vom Islam sowie Homosexualität. Der Sultan des Landes äußerte dazu: „Brunei als ein von Allah gesegnetes Land braucht keine Genehmigung von wem auch immer, um den Islam als nationale Religion zu wollen. Genauso wenig fragen wir, wenn wir die Scharia als Grundlage des Rechtes einführen. Allah weist uns den richtigen Weg.“ Die Strafen würden auch Nichtmuslime treffen. Beobachter werten dies als Zugeständnis an die islamistischen Kräfte des Landes.

#### Alkohol
Der Verkauf und der öffentliche Konsum von Alkohol sind verboten. Ausländern und Nichtmuslimen ist es erlaubt, 12 Dosen Bier und 2 Flaschen anderen Alkohols (beispielsweise Wein oder Spirituosen, es wird nicht nach Alkoholgehalt unterschieden) in das Land einzuführen. Diese Regelung galt pro Einreise in das Land, allerdings ist seit 2007 eine erneute Einfuhr frühestens 48 Stunden nach der letzten Einreise erlaubt. Nach der Einführung dieser Regelung Anfang der 1990er Jahre wurden Alkohol vertreibende Gaststätten und Nachtclubs geschlossen, in touristischen Hotels wird Alkohol jedoch weiterhin ausgeschenkt.

#### Einschränkung der Religionsfreiheit

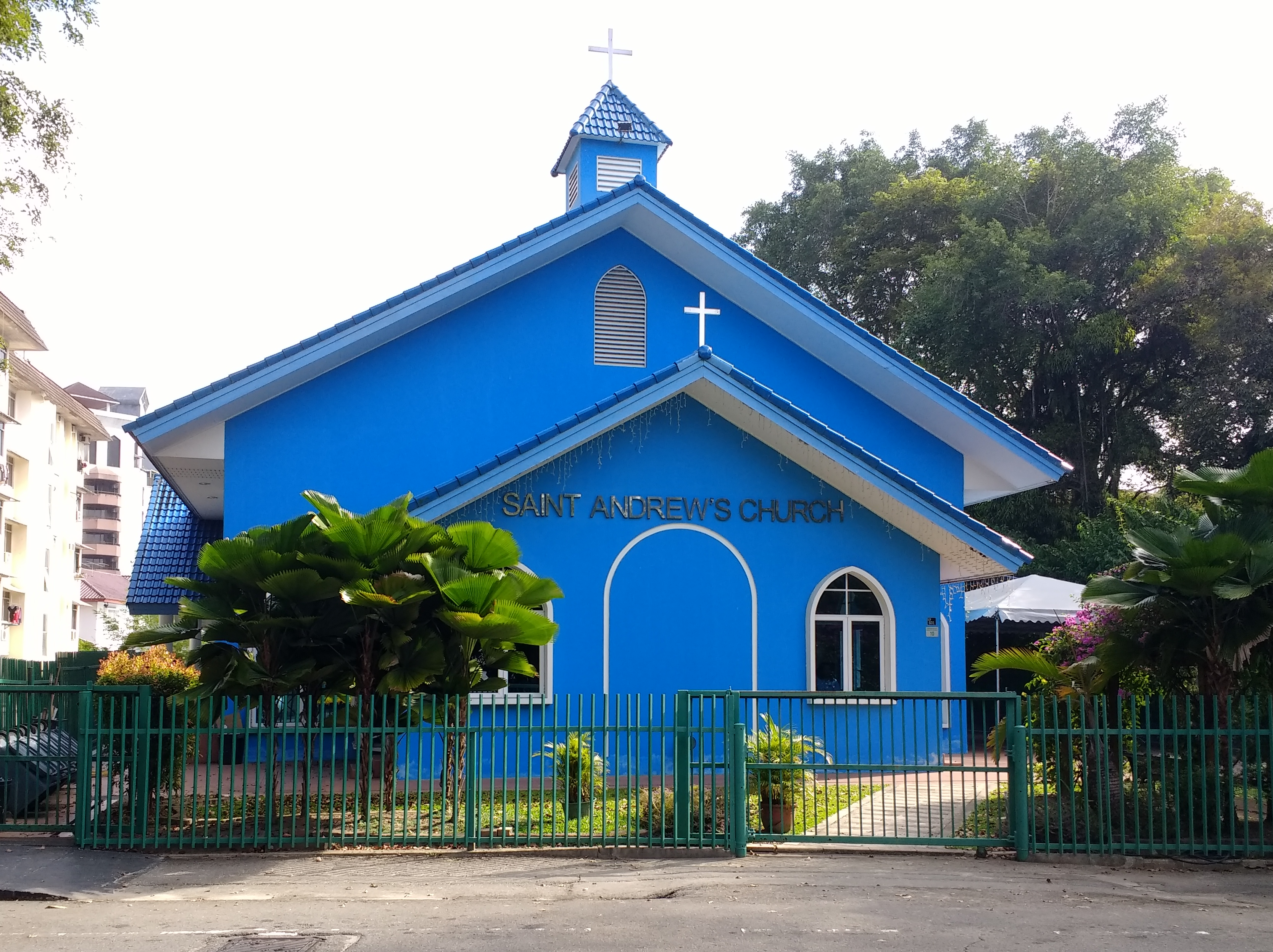
Anglikanische St. Andrew’s Church in Bandar Seri Begawan

Religionsfreiheit ist durch die Verfassung garantiert, andere Gesetze und Verordnungen schränken dieses Recht jedoch wirksam ein. So ist Anhängern nicht-islamischer Religionen die Verbreitung des eigenen Glaubens verboten. Die Einfuhr von nicht-islamischen Texten wie Bibeln und bestimmtem islamischem Lehrmaterial ist zollrechtlich eingeschränkt. Zudem darf Weihnachten nicht öffentlich gefeiert und ein anderer Glaube in Schulen nicht unterrichtet werden. Eine Heirat zwischen Muslimen und Nicht-Muslimen ist verboten.

#### Homosexualität
2014 wurde die erste Phase des Bestrafungskatalogs gemäß der Scharia eingeführt. Sie sieht die Todesstrafe für bestimmte Vergehen sowie Prügelstrafe und Amputationen vor. Im März 2019 wurde eine weitere Verschärfung bestätigt. Damit ist auch die Todesstrafe bei Homosexualität möglich. Homosexuelle sollen hierbei unter Berufung auf das islamische Recht zu Tode gesteinigt werden.

### Politische Indizes
| Name des Index               | Indexwert    | Weltweiter Rang | Interpretationshilfe | Jahr |
| ---------------------------- | ------------ | --------------- | --- | ---- |
| Fragile States Index         | 53,9 von 120 | 123 von 179     | Stabilität des Landes: stabil 0 = sehr nachhaltig / 120 = sehr alarmierend Rang: 1 = fragilstes Land / 179 = stabilstes Land | 2024 |
| Freedom in the World Index   | 27 von 100   | —               | Freiheitsstatus: unfrei 0 = unfrei / 100 = frei                                                                              | 2024 |
| Rangliste der Pressefreiheit | 53,5 von 100 | 97 von 180      | Schwierige Lage für die Pressefreiheit 100 = gute Lage / 0 = sehr ernste Lage                                                | 2025 |

### Außenpolitik
Brunei ist ein aktives Mitglied der südostasiatischen Staatengemeinschaft ASEAN. Das Sultanat ist inzwischen Mitglied in rund 40 internationalen Organisationen, neben den Vereinten Nationen, zum Beispiel in der Organisation für Islamische Zusammenarbeit (OIC), der Weltgesundheitsorganisation (WHO), der UNESCO, der Asiatischen Entwicklungsbank (ADB) und der Bewegung der Blockfreien Staaten (NAM). Weitere Anträge auf Mitgliedschaften in internationalen Organisationen sind gestellt. Dies und die enge Sicherheitszusammenarbeit mit Singapur sind Teil der Maßnahmen, mit denen Brunei seine Souveränität sicherstellt.
Der Organisation erdölexportierender Länder ist Brunei nicht beigetreten. Zu den Monarchien des Nahen Ostens unterhält Brunei gleichwohl engste Beziehungen, wegen der heiligen Stätten vor allem zu Saudi-Arabien. Das Land pflegt traditionell enge Beziehungen zur ehemaligen Protektoratsmacht Großbritannien. Es unterhält gute Beziehungen zu den USA, den Mitgliedstaaten der Europäischen Union, zu Australien und Neuseeland sowie zu Russland. Intensiver wurde in jüngster Zeit nicht nur das Verhältnis zur Volksrepublik China, sondern auch zu Japan und Korea. Brunei achtet gleichwohl darauf, dass insbesondere in wirtschaftlicher Hinsicht das Verhältnis zu allen ostasiatischen Partnern ausgewogen bleibt.
Indien und Thailand nehmen gegenwärtig jeweils rund 20 % der bruneiischen Ölproduktion von 120 000 Barrel pro Tag ab. Auf der Basis langfristiger Verträge nimmt Japan zurzeit rund 75 % der bruneiischen LNG-Produktion ab. China wirbt in jüngster Zeit intensiv um das Sultanat und ist inzwischen mit annähernd 30 Unternehmen im Sultanat präsent. Schwerpunkte sind der Ausbau der Infrastruktur, Landwirtschaft und Nahrungsmittelproduktion. Brunei ist an einem Ausbau der wirtschaftlichen Beziehungen mit Peking interessiert und verfolgt daher eine Politik der Mäßigung, der Einbeziehung und des Entgegenkommens. Bezüglich der Unstimmigkeiten einiger ASEAN-Partner mit China im Südchinesischen Meer nimmt Brunei eine pragmatische, vermittelnde Position ein.
Fundament der Außenpolitik Bruneis sind Prinzipien wie „Nicht-Einmischung“ und „Konsens“ – letzteres gilt vor allem für die multilaterale Arbeit des Sultanats. Neben der ASEAN-Gemeinschaft ist daher der wichtigste außenpolitische Bezugsrahmen die Zusammenarbeit im Kreis der Bewegung der Blockfreien Staaten.
Öl- und Gasreichtum sowie hohe Rückflüsse aus Auslandsinvestitionen durch den von der „Brunei Investment Agency“ (BIA) verwalteten Staatsfonds verschaffen dem Land trotz seiner geringen Größe beachtlichen Reichtum und politische Einflussmöglichkeiten.
Die Grenzstreitigkeiten mit Malaysia wurden im Jahre 2009 beigelegt.

### Militär
Brunei kann sich dank seiner Rohstoffvorkommen einen relativ kostspieligen Sicherheitsapparat leisten. Das Land verfügt mit den Streitkräften, der paramilitärischen Gurkha Reserve Unit und der Polizei, die auch paramilitärische Einheiten umfasst, über drei Dienste zum Zwecke der Sicherheit. Insgesamt gab Brunei in den letzten Jahren durchschnittlich etwa 15 % seines Staatshaushaltes für die Sicherheit aus; in Südostasien hat nur Singapur höhere Pro-Kopf-Sicherheitsausgaben als Brunei. Insgesamt sind 11.400 Personen direkt in einem der Sicherheitsdienste tätig.
Das Militär Bruneis bestand im Jahre 2013 aus etwa 7000 Soldaten und Offizieren. Soldaten dürfen ausschließlich ethnische Malaien sein. Während die Personalkosten etwa 60 Prozent des Budgets für das Militär ausmachen, investiert Brunei auch in hochentwickelte Waffensysteme. Der Anteil der Militärausgaben schwankte in den letzten Jahren zwischen 6 Prozent und 2,5 Prozent, wobei die Schwankung nicht aus den Ausgaben, sondern aus den Erlösen für Öl und Gas stammten. Die Aufgabe des Militärs besteht in der Verteidigung des Landes vor Angriffen von außen, in der Unterstützung der zivilen Behörden im Katastrophenfall und in der Aufrechterhaltung der Ordnung im Inneren. Das bruneiische Militär nahm in den letzten beiden Jahrzehnten an mehreren UN-Missionen teil und unterhält eine enge Zusammenarbeit mit dem singapurischen Militär.
Die Gurkha Reserve Unit dient mit 500 bis 2000 Mann zum Schutz des Seria-Ölfeldes, von öffentlichen Einrichtungen und als Leibwache für den Sultan. Sie ist das Gegenstück zur Armee für den Fall, dass die Armee sich nicht loyal gegenüber dem Sultan verhält, und sie ist für eventuell notwendige Repression von Regimegegnern zuständig. Zu den Aufgaben der Polizei gehört unter anderem die Abwehr terroristischer Gefahren, sie hat jedoch auch die Möglichkeit, Kritiker ohne Anklage in Gewahrsam zu nehmen. Die Kriminalität ist gering, weshalb Gewalt oder Repression der etwa 4400 Polizisten gegen die Bevölkerung selten ist.

### Verwaltungsgliederung
Brunei gliedert sich in vier Distrikte (malaiisch daerah) und Stadtbereiche, die wiederum in Bezirke (malaiisch mukim), Dörfer (malaiisch kampong) und Orte mit Langhäusern untergliedert sind. Mit Stand März 2019 hat Brunei vier Distrikte und 39 Bezirke.
Die Vorsteher der Dörfer, Langhaussiedlungen und Bezirke werden von den lokalen Bevölkerungen gewählt; Kandidaten müssen jedoch von der Regierung genehmigt werden. Sie unterstehen dem Innenministerium, das ihnen gegenüber weisungsbefugt ist. Ihre Funktion besteht primär darin, zwischen Regierung und Bevölkerung zu vermitteln.

## Wirtschaft
Das Bruttoinlandsprodukt (BIP) für 2023 wird auf 15 Milliarden US-Dollar geschätzt. In Kaufkraftparität beträgt das BIP 39 Milliarden US-Dollar oder 86.867 US-Dollar je Einwohner. In der Rangliste der Länder nach ihrem BIP pro Kopf liegt Brunei damit auf Platz 8 und auf Platz 2 in Südostasien hinter Singapur.
Das Entwicklungsprogramm der Vereinten Nationen zählt Brunei zu den Ländern mit sehr hoher menschlicher Entwicklung. Der Energiesektor, der größte Sektor des Landes, trug 2022 zu 64,7 % zum BIP bei.
Die Wirtschaft Bruneis wächst im regionalen Vergleich stark unterdurchschnittlich und schrumpft gegenwärtig im dritten Jahr in Folge. Die Wachstumsrate betrug 2015 real −0,6 Prozent. Es gibt weiterhin bürokratische Hindernisse bei der Suche nach Wachstumschancen außerhalb des Energiesektors. Hinzu kommt eine wachsende Arbeitslosigkeit, die in neueren amtlichen Statistiken mit rund 9 Prozent ausgewiesen wird. Dazu kommt weiter steigende Jugendarbeitslosigkeit und eine verdeckte Arbeitslosigkeit durch Überbeschäftigung im öffentlichen Dienst.
Am 28. Januar 2016 legte die Europäische Kommission ein Maßnahmenpaket zur Bekämpfung von Steuerflucht vor, bei dem unter anderem Brunei auf der schwarzen Liste der Steueroasen auftaucht.
Im Global Competitiveness Index, der die Wettbewerbsfähigkeit eines Landes misst, belegt Brunei Platz 46 von 137 Ländern (Stand 2017–2018). Der Index für wirtschaftliche Freiheit 2024 des Landes war der 43 höchste von 176 Ländern.
| Jahr                                    | 2010   | 2015   | 2016   | 2017   | 2018   | 2019   | 2020   | 2021   | 2022   | 2023   |
| --------------------------------------- | ------ | ------ | ------ | ------ | ------ | ------ | ------ | ------ | ------ | ------ |
| BIP in Mrd. USD (Kaufkraftparität)      | 24,3   | 26,3   | 25,9   | 26,7   | 28,5   | 30,7   | 31,2   | 35,3   | 37,3   | 39,1   |
| BIP pro Kopf in USD (Kaufkraftparität)  | 62.884 | 63.712 | 62.002 | 62.579 | 65.329 | 68.074 | 70.673 | 80.203 | 83.633 | 86.867 |
| BIP-Wachstum (real)                     | 2,6 %  | −0,4 % | −2,5 % | 1,3 %  | 0,1 %  | 3,9 %  | 1,1 %  | −1,6 % | −1,6 % | 1,4 %  |
| Inflation (in Prozent)                  | 0,4 %  | −0,5 % | −0,3 % | −1,3 % | 1,0 %  | −0,4 % | 1,9 %  | 1,7 %  | 3,7 %  | 0,4 %  |
| Staatsverschuldung (in Prozent des BIP) | 1 %    | 3 %    | 3 %    | 3 %    | 3 %    | 3 %    | 3 %    | 3 %    | 2 %    | 2 %    |

### Bodenschätze
Bruneis Wirtschaft profitiert von enormen Erdgasfeldern und Erdölvorkommen, die dem Staat eines der höchsten Prokopfeinkommen von Südostasien verschafften. 2005 betrug das Bruttoinlandsprodukt pro Kopf etwa 16.000 US-Dollar, bei einem Anteil von Öl- und Gasförderung von 55,9 Prozent. 2010 betrug das BIP pro Kopf bereits über 31.000 US-Dollar. Die ersten Ölfelder wurden 1929 bei Seria entdeckt. In den 1950er Jahren wurden auch die Offshore-Vorkommen erschlossen. Die Förderung liegt in den Händen der Firma Brunei Shell Petroleum, an der die Regierung mit 50 % beteiligt ist. Das Rohöl wird überwiegend nach Japan, Südkorea, Taiwan und in die Vereinigten Staaten exportiert. Erdgas wird in einer der weltweit größten Anlagen in Lumut verflüssigt und nach Japan verkauft.

### Landwirtschaft
Die Lebensmittel für die Bevölkerung werden zu ungefähr 80 Prozent importiert, es gibt aber Bestrebungen, auf dem Gebiet der Landwirtschaft eine Selbstversorgung zu erreichen. Die einheimische Landwirtschaft produziert Reis, Obst und Gemüse. Von geringer wirtschaftlicher Bedeutung sind die Produktion von Kautschuk sowie die Gewinnung und Verarbeitung von Pfeffer und Tierhäuten.

### Außenhandel
Die Währung von Brunei ist der Brunei-Dollar mit 100 Cent. Sein Wechselkurs ist im Verhältnis zum Singapur-Dollar auf 1:1 eingefroren. In Brunei sind die Banknoten beider Länder als Zahlungsmittel anerkannt und werden in Geschäften auch akzeptiert.
Seit 2006 besteht unter dem Namen P4 Agreement eine Freihandelszone zwischen Brunei, Chile, Neuseeland und Singapur. Zudem ist das Land Mitglied in der ASEAN-Freihandelszone.

### Staatshaushalt
Der Staatshaushalt umfasste 2016 Ausgaben von umgerechnet 4,61 Milliarden US-Dollar, dem standen Einnahmen von umgerechnet 2,95 Milliarden US-Dollar gegenüber. Daraus ergibt sich ein Haushaltsdefizit in Höhe von 10,4 Prozent des Bruttoinlandsprodukts.
In Brunei gibt es keine Staatsverschuldung. Der Staatshaushalt speist sich – je nach Weltmarktpreisen für Öl und Gas – zu 70 bis 93 Prozent aus den Einnahmen des Öl- und Gasgeschäftes. Die staatlichen Reserven werden von der Brunei Investment Agency, der Staatsfonds, der dem Finanzministerium zugeordnet ist, verwaltet.
2006 betrug der Anteil der Staatsausgaben (in % des BIP) folgender Bereiche:
- Gesundheit:[56] 1,9 Prozent
- Bildung:[55] 5,2 Prozent (2000)
- Militär:[55] 4,5 Prozent

Die wirtschaftlichen Aktivitäten des bruneiischen Herrscherhauses sind nicht Teil des Staatshaushaltes. Diese Aktivitäten sind absolut intransparent und von Außenstehenden nicht einsehbar. Über diese Aktivitäten liegen keinerlei Daten vor.
Die Einnahmen aus dem Erdöl- und Erdgasverkauf erlauben es Brunei, auf eine Besteuerung seiner Bürger weitgehend zu verzichten. Darüber hinaus stehen das Bildungs- und Gesundheitssystem kostenlos zur Verfügung. Die Regierung vergibt Hochschulstipendien, unterhält einen großen öffentlichen Sektor und Staatsunternehmen, die attraktive Gehälter bezahlen, und subventioniert Treibstoff, Wohnraum und Nahrungsmittel. Damit erkauft sich das Herrscherhaus die Loyalität seiner Bürger und verhindert, dass Forderungen nach politischen Änderungen oder ein Wunsch nach Mitsprache aufkommen.

## Infrastruktur

### Verkehr
Das Verkehrsnetz umfasst 2819 Kilometer Straßen und 13 Kilometer Eisenbahn. Die bedeutendsten Häfen sind Bandar Seri Begawan, Kuala Belait und Muara.
Brunei hat eine eigene Fluggesellschaft, die Royal Brunei Airlines. Der Flughafen Brunei International befindet sich im Nordosten des Sultanats im Muara-Distrikt.

### Feuerwehr
In der Feuerwehr in Brunei waren im Jahr 2019 landesweit 987 Berufs- und 1695 freiwillige Feuerwehrleute organisiert, die in 16 Feuerwachen und Feuerwehrhäusern, in denen acht Löschfahrzeuge und 18 Drehleitern bzw. Teleskopmasten bereitstehen, tätig sind. Die bruneiischen Feuerwehren wurden im selben Jahr zu 2053 Brandeinsätzen alarmiert. Hierbei wurden eine tote Person von den Feuerwehren geborgen und sechs Verletzte gerettet. Die nationale Feuerwehrorganisation Jabatan Bomba dan Penyelamat des Innenministeriums repräsentiert die bruneiische Feuerwehr mit ihren Feuerwehrangehörigen.

## Kultur – Medien
Das Recht auf freie Information und Meinungsäußerung unterliegt in Brunei starken Einschränkungen. Es müssen sich alle Medien registrieren lassen. Alle Zeitungen und Zeitschriften benötigen eine Lizenz des Innenministeriums, die jährlich erneuert werden muss. Zwei der drei bruneiischen Zeitungen sind im Besitz des Sultans.
Das staatliche Hörfunk- und Fernsehprogramm wird von Radio Television Brunei produziert. Zudem gibt es mit KRISTALfm einen privaten Radiosender.
In Brunei werden drei Zeitungen herausgegeben:
- Regierungszeitung Pelita Brunei (14-täglich; in malaiischer Sprache)
- Media Permata (Tageszeitung; malaiisch) – herausgegeben von Brunei Press Sdn Bhd
- Borneo Bulletin (Tageszeitung; in englischer Sprache) – herausgegeben von Brunei Press Sdn Bhd

Bis 2016 gab es mit The Brunei Times eine weitere englischsprachige Tageszeitung.
Brudirect.com ist das größte Online-Nachrichtenportal für Brunei.
Brunei Press Sdn Bhd ist ein Privatunternehmen im Besitz des Sultans.
Im Jahr 2021 nutzten 98,1 Prozent der Einwohner Bruneis das Internet.